# Melanie Lynskey
Melanie Jayne Lynskey (New Plymouth, Taranaki, Nova Zelanda; 16 de maig de 1977) és una actriu neozelandesa. Coneguda pel seu papers de Rose a la sitcom Two and a Half Men,  per Pauline Parker a la pel·lícula de Heavenly Creatures i Michelle Pierson a la serie Togetherness 

## Biografia
Lynskey filla d'una infermera i un cirurgià ortopèdic, és la gran de cinc germans (tres nois i una noia). Va estudiar  Literatura anglesa a la Universitat Victòria de Wellington. Amb quinze anys, quan anava a l'institut va ser seleccionada entre cincsentes aspirants per al paper de Pauline Parker, quan només quedaven dues setmanes per començar el rodatge de Heavenly Creatures. Va ser descoberta per Fran Walsh coguionista del film.

## Carrera

### Primers treballs
El seu debut va ser a la pel·lícula de Peter Jackson Heavenly Creatures, on interpretava a una adolescent retreta que creava un món de fantasia al costat de la seva única amiga, interpretada per una desconeguda  llavors, Kate Winslet. Basada en el cas veridic Parker-Hulme, amb aquesta pel·lícula Melanie Lynskey va guanyar el premi de millor actriu el seu país.
Colabora de nou amb Peter Jackson, pero nomes fen un cameo de policia a la comèdia de terror The Frighteners, protagonitzada per  Michael J. Fox. 
Prova sort als Estats Units i entra en el repartiment d Ever After: A Cinderella Story, on fa de la  grasoneta germanastra d'una noia que era maltractada per la seva família postissa, fins que un príncep s'enamora d'ella. Va actuar al costat de Drew Barrymore, Anjelica Huston, i Jeanne Moreau.
Continua fent pel·lícules a Amèrica i aquesta vegada una  d'aventures Detroit Rock City on interpreta una noia dolça com timida  que s'enamorava d'un dels quatre adolescents que intentaven, en 1978, trobar a qualsevol preu entrades per a un concert de Kiss.
Colabora a la  comèdia negra romàntica But I'm a Cheerleader protagonitzada per Natasha Lyonne i Clea DuVall. En aquesta pel·lícula Lynskey fa d'una noia que és companya de les protagonistes a una escola especial per modificar i curar les conductes homosexuals.
Va participar també a la taquillera Coyote Ugly on fa de la  millor amiga d'una noia  interpretada per Piper Perabo, que somia amb convertir-se en compositora, per la qual cosa viatja a New York i troba treball com a cambrera en un concorregut bar, que té el nom del film, també surt  John Goodman fen del pare de la protagonista.
Torna a la seva Nova Zelanda natal per protagonitzar  Snakeskin on fa d'una noia nascuda en el si d'una comunitat cristiana i que buscava experiències més excitants, per la qual cosa es va al costat d'un amic a la carretera per trobar-se amb sexe, drogues, sang i bales. 
Segueix amb la carrera americana i fa una minisèrie de Stephen King Rose Red, on és la germana d'una noia amb poders sobrenaturals, que es reunia amb altres persones amb dons extraordinaris per esbrinar si una mansió està realment embruixada. 
En la comèdia romàntica d'Andy Tennant Sweet Home Alabama era una de les amigues d'infància d'una noia  que interpreta  Reese Witherspoon que havia deixat el seu natal i avorrida Alabama per convertir-se en una reeixida dissenyadora a New York, però ha de tornar al seu lloc d'origen per anul·lar el seu matrimoni i així poder casar-se amb el fill de l'alcaldessa. Josh Lucas, Patrick Dempsey  també surten a la pel·lícula
En la pel·lícula de misteri Abandon era la típica noia que passa molt temps a la biblioteca i que espanta amb la seva habilitat de caminar sense fer soroll a la protagonista interpretada per Katie Holmes,una estudiant excepcional que el seu company desapareix sense deixar rastre.

### Des de 2003
Des de 2003 participa en la sitcom Two and a Half Men protagonitzada per Charlie Sheen, Jon Cryer i Angus T. Jones, fen el personatge que mes popularitat li ha donat el de Rose, una veina assetjadora enamorada del personatge de Charlie Sheen
Al cine fa una pel·lícula amb Clint Eastwood Flags of Our Fathers on fa de la parella d'un dels nois que van combatre àrduament en Iwo Jima.
També colabora a la pel·lícula de Sam Mendes Away We Go, interpretan una dona que amb la seva parella tenen problemes per tenir fills propis i tenen molts d'adoptats.
Fa una pel·lícula amb Steven Soderbergh, fen de la dona del personatge que interpreta Matt Damon a la pel·lícula The Informant!
A la pel·lícula protagonitzada per George Cloney Up in the Air, Lynskey fa un petit paper interpretant la germana que es casa del prota.

## Filmografia

### Cinema
| Any  | Pel·lícula                                                          | Paper               | Notes                                                                    |
| ---- | ------------------------------------------------------------------- | ------------------- | ------------------------------------------------------------------------ |
| 1994 | Heavenly Creatures                                                  | Pauline Parker      | New Zealand Film and TV Awards a la millor actriu                        |
| 1996 | The Frighteners                                                     | Assistent del Xèrif | Saturn Award Candidat a la millor pel·lícula                             |
| 1998 | Ever After: A Cinderella Story                                      | Jacqueline De Ghent | Teen Choice Awards Candidat al millor drama                              |
| 1999 | Detroit Rock City                                                   | Beth                |                                                                          |
| 1999 | The Cherry Orchard                                                  | Dunyasha            |                                                                          |
| 1999 | But I'm a Cheerleader                                               | Hilary              |                                                                          |
| 2000 | Coyote Ugly                                                         | Gloria              |                                                                          |
| 2001 | Snakeskin                                                           | Alice               | New Zealand Film and TV Awards Candidata a la millor actriu              |
| 2002 | Shooters                                                            | Marie               |                                                                          |
| 2002 | La desaparició de l'Embry (Abandon)                                 | Julie               |                                                                          |
| 2002 | Sweet Home Alabama                                                  | Lurlynn             | Teen Choice Awards Guanyadora a la millor comèdia                        |
| 2003 | Shattered Glass                                                     | Amy Brand           | Premis Independent Spirit Candidata a la millor pel·lícula               |
| 2005 | Say Uncle                                                           | Susan               |                                                                          |
| 2006 | Park                                                                | Sheryl              |                                                                          |
| 2006 | Banderes dels nostres pares (Flags of Our Fathers)                  | Pauline Harnois     | Satellite Awards Candidata a la millor pel·lícula - drama                |
| 2008 | Show of Hands                                                       | Jess                | Qantas Film and Television Awards Candidata a la millor actriu principal |
| 2008 | A Quiet Little Marriage                                             | Monique             |                                                                          |
| 2009 | Away We Go                                                          | Munch Garnett       |                                                                          |
| 2009 | El confident (The Informant!)                                       | Ginger Whitacre     |                                                                          |
| 2009 | Up in the Air                                                       | Julie Bingham       |                                                                          |
| 2009 | Fulles d'herba (Leaves of Grass)                                    | Colleen             |                                                                          |
| 2010 | Helena from the Wedding                                             | Alice               |                                                                          |
| 2011 | Win Win                                                             | Cindy               |                                                                          |
| 2011 | El jugador (Touchback)                                              | Macy                |                                                                          |
| 2012 | Els avantatges de ser un marginat (The Perks of Being a Wallflower) | Tia Helen           |                                                                          |
| 2012 | Hello I Must Be Going                                               | Amy                 |                                                                          |
| 2014 | We'll Never Have Paris                                              | Devon               |                                                                          |